# مايك هويل
مايك هويل (بالإنجليزية: Mike Howell)‏ هو لاعب كرة قدم أمريكية أمريكي، ولد في 5 يوليو 1943 في ويست مونرو في الولايات المتحدة.

## وصلات خارجية
- مايك هويل على موقع مرجع كرة القدم المحترفة.كوم (الإنجليزية)
- مايك هويل على موقع ديسكوغز (الإنجليزية)